# Hellenic Mediterranean University
Die Hellenische Mittelmeer-Universität, auch Griechische Mittelmeer-Universität (griechisch Ελληνικό Μεσογειακό Πανεπιστήμιο Ellinikó Mesogiakó Panepistímio, englisch Hellenic Mediterranean University; kurz HMU), ist eine öffentliche Universität in Iraklio auf der griechischen Insel Kreta mit Standorten in Agios Nikolaos, Rethymno, Sitia und Chania.

## Übersicht
Die Hellenische Mittelmeer-Universität in Griechenland, ehemals Technological Education Institute of Crete, bietet seit 1983 Studiengänge in Informatik, Ingenieurwissenschaften, Gesundheit, Landwirtschaft, Ernährung, Wirtschaft, Management und Umweltwissenschaften an. Die HMU zeichnet sich durch umfangreiche wissenschaftliche Aktivitäten und nationale und internationale Forschungskooperationen aus. Ihre Forschung konzentriert sich auf Bereiche wie Ingenieurwissenschaften, Gesundheitswissenschaften, Umwelt- und Materialwissenschaften, Wirtschafts- und Sozialwissenschaften.

## Fakultäten
Die Hochschule bietet Bachelor-, Master- und PhD-Programme in den folgenden Fakultäten und Fachbereichen an:
- Fakultät für Agrarwissenschaften
  - Fachbereich Landwirtschaft

- Fakultät für Management und Wirtschaftswissenschaften
  - Fachbereich Betriebswirtschaftslehre und Tourismus
  - Fachbereich Managementwissenschaften und Technologie
  - Fachbereich Rechnungswesen und Finanzen

- Fakultät Gesundheitswissenschaften
  - Fachbereich Ernährung und Diätetik
  - Fachbereich Sozialarbeit
  - Fachbereich Krankenpflege

- Fakultät für Ingenieurwissenschaften
  - Fachbereich Elektrotechnik und Computertechnik
  - Fachbereich Elektrotechnik
  - Fachbereich Maschinenbau

- Fakultät Musik und optoakustische Technologien
  - Fachbereich Musiktechnologie und Akustik